# Ziegenberg (Heimburg)
Der Ziegenberg ist eine 315,7 m ü. NHN hohe Erhebung im nördlichen Harzvorland bei Heimburg im Landkreis Harz, Sachsen-Anhalt (Deutschland).

## Geographische Lage
Der Ziegenberg liegt direkt nördlich des Mittelgebirges Harz im nördlichen Harzvorland im Naturpark Harz/Sachsen-Anhalt. Er erhebt sich zwischen dem Blankenburger Ortsteil Heimburg im Osten und dem Wernigeröder Ortsteil Benzingerode im Nordwesten. Nach Norden fällt seine Landschaft in das eigentliche Harzvorland ab, nach Nordosten leitet sie zur 280,9 m hohen Bergkuppe der Burg Heimburg über und südlich und südwestlich erhebt sich der Harz. Die Erhebung befindet sich im 88,4 ha großen Naturschutzgebiet Ziegenberg bei Heimburg.

## Aussichtsmöglichkeit und Wandern
Vom langgestreckten Ziegenberg bietet sich, wie vom nordwestlich angrenzenden Struvenberg, eine Rundumsicht unter anderem zum Harz, in das Harzvorland, zum Huy und zum Regenstein mit der Burg Regenstein. Über die Kämme beider Erhebungen verläuft, zwischen Heimburg und Benzingerode, ein Wanderweg.